# Tigers Jaw
Tigers Jaw (с англ. — «Челюсть тигра») — американская рок-группа из Скрантона, штат Пенсильвания, образованная в 2005 году. Группа была основана Адамом Макилви и Беном Уолшем, причем Уолш был единственным постоянным участником на протяжении всего времени. Текущий состав группы состоит из Уолша, клавишницы/вокалистки Брианны Коллинз, барабанщика Тедди Робертса, басиста Колина Гормана и гитариста Марка Лебиецки. Их первый альбом Belongs to the Dead был выпущен в 2006 году. Они выпустили еще два альбома, прежде чем объявить о перерыве в марте 2013 года. Однако их лейбл Run for Cover Records заявил в августе 2013 года, что распад группы не был официальным. Их четвертый альбом Charmer вышел в июне 2014 года, а пятый Spin — в 2017 году. Их последний альбом I Won't Care How You Remember Me вышел в 2021 году.
Pitchfork описал звучание группы как обладающее «звенящим характером старого инди-рока, стилизацией нового инди-рока и одновременно интроспективными и общественно-ориентированными проблемами  эмо-групп четвертой волны, для которых они являются своего рода авторитетной фигурой»

## Характеристики
Стиль
Стиль Tigers Jaw описывается как эволюционировавший от эмо и поп-панка до инди-рока. AllMusic назвал их тексты «личными и острыми» и «эмоционально сильными». Третий студийный альбом группы, Two Worlds, был описан как «громкий» и «невротичный», демонстрирующий «живую гитарную работу».

## Дискография
Смотри статью «Дискография Tigers Jaw» в англ. разделе.
Альбомы
- Belongs to the Dead (2006)
- Tigers Jaw (2008)
- Two Worlds (2010)
- Charmer (2014)
- Spin (2017)
- I Won't Care How You Remember Me (2021)